# Pachycephalopsis
Genre
Pachycephalopsis est un genre de passereaux de la famille des Petroicidae comprenant deux espèces de miros.

## Répartition
Ce genre se trouve à l'état naturel en Nouvelle-Guinée,.

## Liste alphabétique des espèces
Selon la classification de référence du Congrès ornithologique international (version 8.2, 2018) :
- Pachycephalopsis hattamensis (Meyer, AB, 1874) — Gobemouche à dos vert, Miro à dos vert
  - Pachycephalopsis hattamensis ernesti Hartert, 1930
  - Pachycephalopsis hattamensis hattamensis (Meyer, AB, 1874)
  - Pachycephalopsis hattamensis insularis Diamond, 1985
  - Pachycephalopsis hattamensis lecroyae Boles, 1989
- Pachycephalopsis poliosoma Sharpe, 1882 — Gobemouche aux yeux blancs, Miro aux yeux blancs
  - Pachycephalopsis poliosoma approximans (Ogilvie-Grant, 1911)
  - Pachycephalopsis poliosoma hunsteini (Neumann, 1922)
  - Pachycephalopsis poliosoma hypopolia Salvadori, 1899
  - Pachycephalopsis poliosoma poliosoma Sharpe, 1882